# Batman: Arkham VR
Batman: Arkham VR ist ein Videospiel für das Head-Mounted Display der PlayStation 4, PlayStation VR, und erschien im Oktober 2016. Eine Version für Microsoft Windows wurde im April 2017 veröffentlicht. Das Spiel wurde von Rocksteady Studios entwickelt und ist das erste Videospiel der Arkham-Reihe, das in der Ego-Perspektive gespielt wird. Dabei schlüpft der Spieler in die Rolle von Batman.

## Handlung
Als Kind wird Bruce Wayne Zeuge, wie seine Eltern in einer Gasse von Joe Chill ermordet werden. In der Folge sagt Chill zu Wayne: „Das passiert, wenn du versuchst, ein Held zu sein“.
Viele Jahre später: Nach dem Vorgängerspiel Batman: Arkham Knight, in dem Batman, der das Alter Ego von Bruce Wayne ist, eine Dosis eines Toxins inhaliert und mit dem Blut des Jokers infiziert wurde, halluziniert Wayne seitdem vom inzwischen verstorbenen Joker. Bruce Wayne findet sich in seinem Anwesen Wayne Manor wieder und wird von seinem Butler Alfred Pennyworth gebeten, nach unten in die Bathöhle zu kommen. Dort erfährt er von Pennyworth, dass weder sein Sidekick Tim Drake, der als Batmans Partner Robin unterwegs ist, noch sein Partner Dick Grayson, der als Nightwing Kriminelle jagt, erreichbar sind. Mit dem Batcomputer kann Batman Nightwing im Zentrum von Gotham aufspüren, sodass sich Batman dorthin begibt.
Er kann Nightwing jedoch mit gebrochenem Genick nur noch tot auffinden und macht sich Vorwürfe, nicht dagewesen zu sein. Mit seinen technischen Hilfsmitteln rekonstruiert Batman den Kampf und erkennt, dass der Kämpfer Nightwings Kampfweise gekannt haben muss. Mittels eines Handabdrucks in der Nähe findet Batman heraus, dass Jackie Flynn, ein Handlanger des Pinguins, zum Zeitpunkt des Mordes vor Ort war und das Verbrechen beobachtet hat.
Auf dem Dach der Iceberg Lounge, wo sich der Pinguin üblicherweise aufhält, findet Batman den Gesuchten. Batman schaltet dessen Handlanger aus und stellt den Pinguin, von einem Hausdach mit dem Kopf nach unten hängend, zur Rede. Dieser meint, dass er mit dem Verschwinden von Nightwing nichts zu tun hat, jedoch in der vergangenen Nacht jemand aufgebracht in seinen Club kam und meinte, dass Batman hinter ihm her sei, bevor jemand ihn und die „halbe Iceberg-Lounge in die Luft sprengte“. Als sich Pinguins Handlanger nähern, schaltet Batman sie mit dem Batwing aus und macht sich auf den Weg zum Leichenschauhaus.
Dort findet er Opfer des Attentats, unter anderem auch Jackie Flynn. Mithilfe der Bombenfragmente in den Opfern kann Batman die Bombe rekonstruieren. Er findet heraus, dass das Gerät bei CityVision Demolition registriert war, die auch ein altes Kanalsystem in Founders’ Island, einer Insel Gothams, abreißen. In der Hoffnung, dort auch auf Robin zu treffen, macht sich Batman mit dem Batmobil dorthin auf den Weg. Zuvor erhält er jedoch noch den letzten Funkspruch von Robin, der meint, in eine Falle getappt zu sein.
Im Kanal angekommen hört Batman Stimmen vom bereits verstorbenen Joker, als er Robin in einer Zelle wiederfindet, wo Schmierereien auf einem Fels stehen, die wie die Handschrift des Jokers geschrieben wurden. Batman versucht, Robin zu befreien, als Killer Croc außerhalb von Robins Zelle erscheint und immer wieder versucht, die Zelle aufzubrechen und Robin zu kriegen. Schließlich können beide Robins Zelle öffnen, als Killer Croc erneut auftaucht und Batmans Sidekick tötet.
In der Folge findet sich Batman in der Psychiatrie Arkham Asylum wieder. Dort sieht er auch den Joker in einer Zelle, der meint, dass Batman in seine Zelle eintreten soll. Als sich Batman umschaut, steht vor ihm ein Spiegel. Batman bleibt vor diesem stehen und blickt immer wieder auf beide Seiten: Auf der einen Seite sieht er Nightwing, auf der anderen Seite, wo zuvor der Joker stand, sieht er Robin und hinter ihm ist kurzzeitig die Leiche von Jackie Flynn zu sehen. Batman lässt die zuvor erworbenen Erkenntnisse Revue passieren, als Schriften in seiner Zelle auftauchen und Batman wieder die Stimme vom Joker hört, während die drei Verstorbenen wieder verschwinden und auf der Wand Schmierereien in Jokers Handschrift erscheinen. Batman sieht wieder die letzten Augenblicke von Robin und Nightwing, als er seinen Anzug mit den Augen vom Joker hinter dem Mörder von Nightwing sieht. Schließlich schaut Batman auf seine Hände, an denen Blut klebt, und von dort aus wieder in den Spiegel. Dort findet er jedoch nicht sich, sondern den Joker wieder.

## Entwicklung
Im Jahr 2015 wurde Batman: Arkham Knight, das von Rocksteady als letztes Konsolenspiel aus der Arkham-Serie angekündigt wurde, veröffentlicht. Im folgenden Jahr gab jedoch das Studio auf Twitter bekannt, mit Batman: Arkham VR eine Fortsetzung zu produzieren. Die Entscheidung fiel nach der Veröffentlichung des Vorgängerspiels. Dabei überlegte sich Rocksteady, was sie als Nächstes machen können, als sie auf die Virtual-Reality-Brille zu sprechen kamen und sich entschlossen, ein weiters Batman-Spiel für das Head-Mounted Display der PlayStation 4 zu produzieren. Damit sieht Rocksteady die Möglichkeit, auf eine vollkommen neue Art eine Geschichte über Batman zu erzählen. Am 13. Juni 2016 kündigten Warner Bros. Interactive Entertainment und DC Entertainment das Spiel Batman: Arkham VR an. Am Spiel arbeiteten 70 der 132 Mitarbeiter von Rocksteady. Mitte Juni 2016 veröffentlichte Rocksteady den ersten Trailer zu Batman: Arkham VR auf der E3. Es spielt in derselben Welt wie zuvor die Konsolenspiele Batman: Arkham Asylum, Batman: Arkham City, Batman: Arkham Origins und Batman: Arkham Knight und wurde für Oktober 2016 angekündigt. Damit erscheint die Adaption etwa zeitgleich mit der für das Spiel benötigten Videobrille von Sony. Anders als in den Vorgängerspielen wird Batman: Arkham VR in der Ego-Perspektive gespielt.
Auf der E3 2016 war eine Demo-Version des Videospiels spielbar. Dabei schlüpfte der Spieler in die Rolle von Batman, der nach Indizien für die Ermordung seines ehemaligen Partners Dick Grayson, der auch als Nightwing an Batmans Seite gegen das Verbrechen kämpfte, sucht.

## Rezeption
Dan Stapleton von IGN meinte, dass er sich trotz der Virtual-Reality-Brille nur eingeschränkt als Batman fühle. Während er die Kombination mit den PlayStation-Move-Controllern bei der Erkundung der Gegend lobte, kritisierte er die physikalischen Aspekte des Spiels. So kann man mit den Händen durch andere Figuren greifen, ohne dass diese darauf eingehen. Stapleton lobte die Brille in Momenten, in denen man anderen Figuren gegenübersteht und so direkt in die Augen der jeweiligen Figur schauen kann. Zudem lobte er die Verwendung bestimmter Gadgets, die es bereits in den Vorgängerspielen gab, die sich jedoch durch das VR inniger anfühlen. Andere Aktionen wie Kämpfe und das Fortbewegen blieben jedoch aus, was Stapleton missfiel. Die Handlung bezeichnete Stapleton als einen „spaßigen Mörder-Mystery-Ableger“ der Arkham-Reihe, wobei sie jedoch „ein wenig vorhersehbar“ ist. Der Journalist gab dem Spiel 7,2 von 10 möglichen Punkten.